# Saison 11 de Doctor Who, première série
Chronologie
Saison 10 Saison 12
Cet article présente les épisodes de la onzième saison de la première série de la série télévisée Doctor Who.

## Distribution
- Jon Pertwee : Troisième Docteur
- Elisabeth Sladen : Sarah Jane Smith
- Nicholas Courtney : Brigadier Lethbridge-Stewart
- John Levene : Sergent Benton
- Richard Franklin : Capitaine Mike Yates

## Production et réception
À la suite du départ de Katy Manning, qui interprétait Jo Grant, l'assistante du Docteur lors des saisons huit à dix, la production se met à chercher des remplaçants pour jouer une nouvelle compagne. Malgré le fait que l'actrice April Walker a été choisie pour jouer ce rôle, elle ne reste pas dans le casting, ne s'entendant pas avec Jon Pertwee. Le 23 juin 1973, il est annoncé à la presse que c'est finalement Elisabeth Sladen, soutenue par Jon Pertwee, qui joue le rôle de la nouvelle compagne du Docteur, Sarah Jane Smith.

## Liste des épisodes
| N°  | Part. | Titre original                         | Scénario      | Réalisation    | Première diffusion au Royaume-Uni                                                             | Code | Audience (en millions)   |
| --- | ----- | -------------------------------------- | ------------- | -------------- | --------------------------------------------------------------------------------------------- | ---- | ------------------------ |
| 070 | 1     | The Time Warrior (4 épisodes)          | Robert Holmes | Alan Bromly    | 15 décembre 1973 22 décembre 1973 29 décembre 1973 5 janvier 1974                             | UUU  | 8,7 7 6,6 10,6           |
| 071 | 2     | Invasion of the Dinosaurs (6 épisodes) | Malcolm Hulke | Paddy Russell  | 12 janvier 1974 19 janvier 1974 26 janvier 1974 2 février 1974 9 février 1974 16 février 1974 | WWW  | 11 10,1 11 9 7,5         |
| 072 | 3     | Death to the Daleks (4 épisodes)       | Terry Nation  | Michael Briant | 23 février 1974 2 mars 1974 9 mars 1974 16 mars 1974                                          | XXX  | 8,1 9,5 10,5 9,5         |
| 073 | 4     | The Monster of Peladon (6 épisodes)    | Brian Hayles  | Lennie Mayne   | 23 mars 1974 30 mars 1974 6 avril 1974 13 avril 1974 20 avril 1974 27 avril 1974              | YYY  | 9,2 6,8 7,4 7,2 7,5 8,1  |
| 074 | 5     | Planet of the Spiders (6 épisodes)     | Robert Sloman | Barry Letts    | 4 mai 1974 11 mai 1974 18 mai 1974 25 mai 1974 1er juin 1974 8 juin 1974                      | ZZZ  | 10,1 8,9 8,8 8,2 9,2 8,9 |